# Bonkolou (Boussoukoula)
Pour les articles homonymes, voir Bonkolou.
Bonkolou est une localité située dans le département de Boussoukoula de la province du Noumbiel dans la région Sud-Ouest au Burkina Faso.

## Histoire
En 2019, l'administration communale de Boussoukoula décide de financer la création du jardin botanique de Bonkolou, s'étendant sur 7 ha, en raison de la proximité du village avec la forêt classée de Koulbi.

## Santé et éducation
Le centre de soins le plus proche de Bonkolou est le centre de santé et de promotion sociale (CSPS) de Boussoukoula tandis que le centre médical avec antenne chirurgicale (CMA) de la province se trouve à Batié.